# 久野屋敷
久野屋敷（くのやしき）は、戦国時代に現在の神奈川県小田原市久野にあった北条宗哲（幻庵）の邸宅。久野居館、北条幻庵屋敷跡とも呼ばれる。
伊勢宗瑞（北条早雲）の末子として生まれた宗哲（幻庵）は、僧侶として箱根権現別当を務めながら、後北条氏の一門衆としても政治や軍事面でも活躍した。その宗哲は小田原城に近い久野に邸宅を構え、彼とその子孫は「久野殿」とも称されたことから、久野北条氏（家）とも称されている。
天文14年2月26日（1545年4月7日）に宗哲の招待を受けて久野屋敷を訪れた連歌師の宗牧は、朝風呂を馳走され、続いて竹藪を踏み分けながら屋敷の後庭にある山家（茶室）に案内されたと日記に記している。
また、『北条五代記』にも宗哲築造の庭の築山や石台が風流であるとして評判であったと知られ、宗哲の屋敷にもそうした施設が置かれていた。
一方で武家屋敷らしく周囲には空堀と土塁が巡らされ、東側には宗哲の夫人の菩提寺であった栖徳寺があったと伝えられている。
小田原征伐の際に北条軍が久野の要害を放棄したと記され（「本願寺文書」所収、天正18年4月4日付豊臣秀吉朱印状）、宗哲の孫で後継者にあたる氏隆の持城として「くのゝ城」と表記した史料（「毛利家文書」所収、『北条家人数覚書』）もあり、あたかも久野城と称する城があったかのように伝えているが、あくまでも豊臣軍側の認識の話であり、武家屋敷としての実態とは異なっている。
屋敷の跡には現在も池や土塁や築山の痕跡が残されている。